# Moschendorf
Moschendorf (en húngaro: Nagysároslak) es un municipio situado en el distrito de Güssing, en el estado de Burgenland, Austria. Tiene una población estimada, a inicios de 2023, de 379 habitantes.